# شو جيانبينغ
شو جيانبينغ (بالصينية: 许建平) هو لاعب كرة قدم صيني في مركز حراسة المرمى، ولد في 1 فبراير 1955 في داليان في الصين، وتوفي بنفس المكان في 15 ديسمبر 2015. شارك مع منتخب الصين لكرة القدم. أما مع النوادي، فقد لعب مع نادي تيانجين تيدا ونادي داليان شيده.

## وصلات خارجية
- شو جيانبينغ على موقع ناشيونال فوتبول تيمز (الإنجليزية)